# Pałac Schaumburg

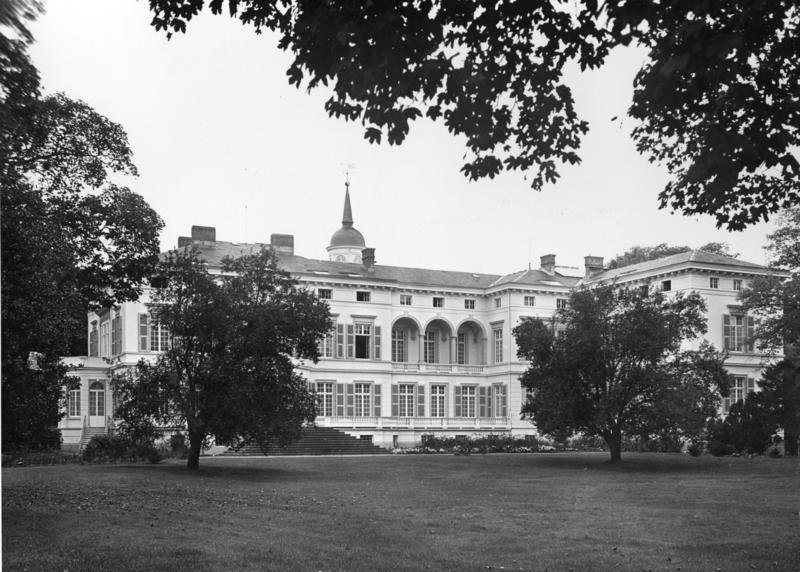
Pałac Schaumburg, zdjęcie z 1950 r.

Pałac Schaumburg (niem. Palais Schaumburg) – zamkowa budowla powstała w 1860 w Bonn (Niemcy). Od 1949 w budynku znajduje się część urzędu kanclerskiego Republiki Federalnej Niemiec. Do 1976 była to pierwsza siedziba Kanclerza Federalnego. Pałac nazywany był też Domem Kanclerskim. Od 1999 pałac służy jako druga siedziba urzędu i zawiera niektóre jego wydziały. Nazwę od 1890, zawdzięcza drugiemu właścicielowi z rodu Schaumburg-Lippe. Położony jest na brzegu Renu na południe od Willi Hammerschmidt – drugiej siedziby Prezydenta Republiki.

## Historia

### 1860–1939 – własność prywatna
Ta późnoklasycystyczna budowla została wzniesiona na zlecenie fabrykanta tekstylnego z Akwizgranu, Aloysa Knopsa (1814–1898). W 1860 pałac kupił pochodzący z Turyngii fabrykant – obywatel amerykański – Wilhelm Loeschigk (1808–1887), który przesiedlił się z Nowego Jorku do Bonn. Loeschigk rozbudował pałac dodając między innymi małą okrągłą wieżę. Jego rodzina mieszkała w nim do 1890.
W 1890 r. pałac nabył książę Adolf zu Schaumburg-Lippe (1859–1916), syn panującego księcia Adolfa I Jerzego. W tym samym roku książę Adolf ożenił się z księżniczką Wiktorią (1866–1929), córką cesarza Fryderyka III, młodszą siostrą późniejszego cesarza Wilhelma II. Małżeństwo to było bezdzietne. Po podróży poślubnej, para książęca wprowadziła się do pałacu i w 1894 rozbudowała go dodając dwa skrzydła od strony północnej i od wschodu. Pałac został też wyposażony w cenne meble i dzieła sztuki.
Do I wojny światowej posiadłość stanowiła centrum życia towarzyskiego oraz imprez często z udziałem dworu cesarskiego. Z tego czasu pochodzi też nazwa pałacu. Po śmierci księcia Adolfa w 1917 pałac odziedziczyła wdowa po nim, ale do 1919 przebywali w nim angielscy i kanadyjscy żołnierze. Pod koniec 1919 księżna Wiktoria sprzedała pałac bratankowi swojego zmarłego męża Adolfowi II Schaumburg-Lippe, zapewniając sobie jednak w nim dożywotnie mieszkanie i użytkowanie.
W 1927 r. w „czerwonym salonie” (późniejsza sala gabinetowa), księżna Wiktoria poślubiła rosyjskiego hochsztaplera Alexandra Zoubkoffa (1900–1936), który z powodu wielu oszustw został w 1928 wydalony do Luksemburga. Rodzina Schaumburg-Lippe odebrała zadłużonej Wiktorii prawa do mieszkania w pałacu i spowodowała w październiku 1929 licytację całego inwentarza. Budynek został przeznaczony na biura i mieszkania czynszowe. W 1936 pałac przeszedł w równych częściach na własność rodzeństwa Adolfa II.

### od 1939 – własność państwowa
W 1939 r. Pałac Schaumburg został zakupiony za 709.000 przez Trzecią Rzeszę i przeznaczony na cele wojskowe podlegał VI okręgowi obrony (Wehrkreis VI – Münster).
Po zakończeniu II wojny światowej pałac podlegał brytyjskim wojskowym władzom okupacyjnym i do początku listopada 1949 roku znajdowało się w nim dowództwo belgijskich sił zbrojnych. 5 listopada 1949 kanclerz Konrad Adenauer zdecydował o przeznaczeniu budowli na swoją rezydencję służbową.

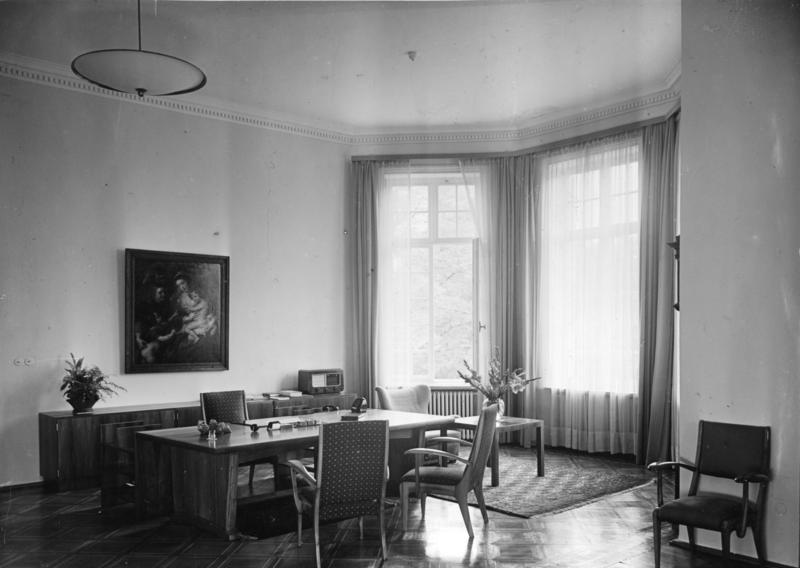
Pokój służbowy Adenauera

Wprowadził się do niej 25 listopada 1949. Dwa miesiące później przyjął w pałacu pierwszą oficjalną wizytę państwową ministra spraw zagranicznych Francji Roberta Schumana. W tym samym roku Hans Schwippert przystosował pałac do funkcji urzędu kanclerskiego – powstał zadaszony wjazd i nowe schody w foyer.
W roku następnym Dom Kanclerski został powiększony o budynek 2 i 3. W obszernym parku Sepp Ruf wybudowano w latach 1963–1965 nowoczesny w stylu budynek mieszkalno-reprezentacyjny urzędu kanclerskiego, zwany kanclerskim bungalowem. Ponieważ jednak sam pałac, nawet po rozbudowie, nie proponował wystarczająco dużo miejsca, w 1976 roku wybudowano w pobliżu nową siedzibę urzędu. Niektóre jego wydziały pozostały jednak w pałacu, który nadal służy celom reprezentacyjnym.
Po utworzeniu nowego Ministerstwa do spraw Środowiska Naturalnego i Bezpieczeństwa Energii Atomowej, w latach 1986–1987 pałac był na krótko siedzibą tego urzędu. W maju 1990 w Pałacu Schaumburg podpisano dokumenty o unii socjalnej gospodarczej i walutowej pomiędzy dwoma wówczas państwami niemieckimi. Po zjednoczeniu Niemiec był siedzibą pięciu ministrów do zadań specjalnych ówczesnego gabinetu Helmuta Kohla.

## Park

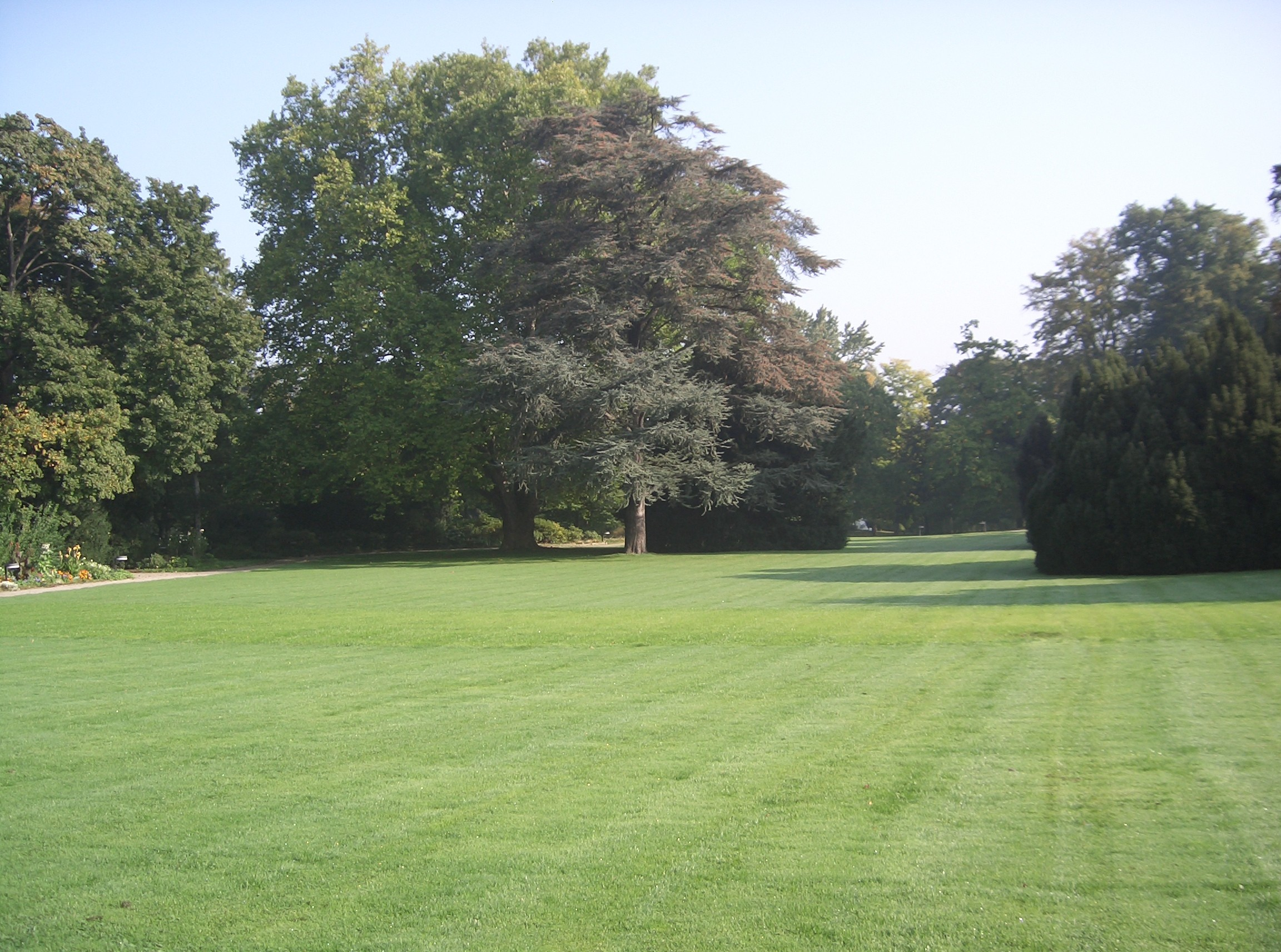
park pałacowy

Pałacowy park oprócz zieleńców i ścieżek posiadał kiedyś także liczne cieplarnie oraz duże plantacje owoców, które jednak nie zachowały się. Sąsiadujący z pałacem Selvenpark, założony w 1878 przez F.J.C. Jürgensa został w 1951 w ramach przebudowy włączony do parku pałacowego przez architekta krajobrazu Hermanna Matterna na zlecenie Konrada Adenauera i w ten sposób częściowo odtworzony.

## Drzewa kanclerzy
Od roku 1963 pielęgnowana jest tradycja sadzenia w przypałacowym parku jednego drzewa, przez każdego ustępującego kanclerza.
| Kanclerz             | Partia | czas urzędowania                                  | drzewko           | uwagi                            |
| -------------------- | ------ | ------------------------------------------------- | ----------------- | -------------------------------- |
| Konrad Adenauer      | CDU    | 1949–1953 1953–1957 1957–1961 1961–1962 1962–1963 | paulownia omszona | w 1992 po burzy zastąpione innym |
| Ludwig Erhard        | CDU    | 1963–1965 1965–1966                               | sekwoja           |                                  |
| Kurt Georg Kiesinger | CDU    | 1966–1969                                         | klon              | zasadzone w 1978                 |
| Willy Brandt         | SPD    | 1969–1972 1972–1974                               | miłorząb          | zasadzone w 1979                 |
| Helmut Schmidt       | SPD    | 1974–1976 1976–1980 1980–1982                     | wierzba płacząca  |                                  |
| Helmut Kohl          | CDU    | 1982–1983 1983–1987 1987–1991 1991–1994 1994–1998 | czerwony buk      | zasadzone w 1987                 |
| Gerhard Schröder     | SPD    | 1998–2002 2002–2005                               | dąb               | zasadzone w 2006                 |